# ماوريتسيو أكينو
ماوريتسيو أكينو (1 مارس 1990 في بلجيكا - ) هو لاعب كرة قدم بلجيكي في مركز الهجوم. شارك مع منتخب بلجيكا تحت 17 سنة لكرة القدم. أما مع النوادي، فقد لعب مع نادي جينك.

## وصلات خارجية
- ماوريتسيو أكينو على موقع الاتحاد الدولي (مؤرشف)  (الإنجليزية)
- ماوريتسيو أكينو على موقع الاتحاد البلجيكي (الإنجليزية)
- ماوريتسيو أكينو على موقع قاعدة بيانات كرة القدم.إي يو (الإنجليزية)
- ماوريتسيو أكينو على موقع Soccerway.com (الإنجليزية)